# Жуков, Александр Александрович (Герой Социалистического Труда)
Алекса́ндр Алекса́ндрович Жу́ков — советский передовик производства, Герой Социалистического Труда.

## Биография
Родился в 1936 году в селе Мордовская Бокла. Мордвин. Член КПСС.
С 1956 года — на хозяйственной, общественной и политической работе. В 1956—1996 гг. — помощник бурильщика нефтяных и газовых скважин конторы бурения № 3 треста «Оренбурггазразведка», в Советской Армии, буровой мастер Бузулукской нефтеразведочной экспедиции глубокого бурения Министерства геологии РСФСР.
Указом Президиума Верховного Совета СССР от 2 января 1974 года присвоено звание Героя Социалистического Труда с вручением ордена Ленина и золотой медали «Серп и Молот».
Избирался народным депутатом СССР от профессиональных союзов СССР.
Умер в Бузулуке в 2006 году.